# サマー〜あの夏の記憶〜
『サマー〜あの夏の記憶〜』（サマーあのなつのきおく、Summer）は2008年のイギリス・ドイツ合作のドラマ映画。監督はケネス・グレナーン、主演はロバート・カーライル。英国映画テレビ芸術アカデミー・スコットランドによる英国アカデミー・スコットランド賞（British Academy Scotland Awards）の作品賞と監督賞を受賞している。
日本では劇場未公開だが、2013年5月19日にWOWOWで『サマー〜あの夏の記憶〜』のタイトルで放映されたほか、『最高のふたり』のタイトルでオンデマンド配信もされている。

## ストーリー
中年男のショーンは、事故が原因で車椅子生活を送る幼なじみの親友ダズとその息子ダニエルの世話をしながら3人で暮らしている。ある日、ダズの持病の肝硬変が悪化し、余命2ヶ月を宣告される。親友の死を目前にして、ショーンは過去の自分と向き合わざるを得なくなる。そして、幼い頃から常に一緒だったダズ、そして同じく幼なじみで恋人だったケイティと、3人で過ごした日々を思い出す。
ショーンは、学習障害と右手が自由に使えない障害のため、自暴自棄で反抗的な態度を取る問題児だった。しかし、悪ガキ仲間のダズと勉強のできる優等生だったケイティは、そんなショーンと幼い頃から常に一緒に過ごして来た。そして年頃になると、ごく自然にショーンとケイティは恋人同士になる。ある日、学校の試験で思うように字が書けないショーンは苛立のあまり、試験会場を飛び出し、万力で右手を潰してしまう。停学処分となったショーンは、腹いせにダズと休日の学校に忍び込んでいたずらをするつもりが、誤って火事を起こしてしまう。そして、逃げ出したショーンらを追って来たパトカーとダズの乗ったバイクが事故を起こし、ダズは下半身不随となり、ショーンは捕まって少年院に送られる。ケイティは大学進学のために町を出る。
ダズの余命がわずかなことをケイティに伝えたいショーンはケイティの実家を訪ねるが、幼い頃からショーンを毛嫌いするケイティの母親に門前払いされる。しかし、ケイティの父親からシェフィールドで弁護士をしていると教えられたショーンは、ケイティに会いに行く。はじめはショーンと顔を合わせることを拒んだケイティだったが、ダズの話を聞いて、自らショーンに会いに来る。しかし、ケイティのわだかまりが解けることはなかった。
ダズが亡くなる。ショーンはこれまでダズ親子と暮らして来た家を念入りに掃除し始めるが、途中で泣き崩れる。ダズの葬儀の場でケイティと再会したショーンは、ダズの息子ダニエルと3人で、ダズの遺灰を思い出の川に流す。そして、かつてダズと3人で走り抜けた草原をダニエルと3人で駆け抜ける。わだかまりが解け、幼なじみの友人に戻ったショーンとケイティは爽やかに別れる。ショーンはこれからもダニエルとともに暮らす家に戻る。

## キャスト
- ショーン: ロバート・カーライル
- ダズ: スティーヴ・エヴェッツ（英語版）
- ケイティ: レイチェル・ブレイク（英語版）
- ダニエル: マイケル・ソーチャ（英語版） - ダズの息子。年頃で反抗期。
- ジャニス: ケイト・ディッキー - ショーンの母。
- アン: ジュリア・フォード - ショーンが通うパソコン教室の講師。

## 作品の評価
Rotten Tomatoesによれば、批評家の一致した見解は「この低予算の英国ドラマにおける力強く繊細な演技は、この厳しい現実に光を当てている。」であり、9件の評論のうち高評価は78%にあたる7件で、平均して10点満点中5.50点を得ている。